# Susana Fortes
Susana Fortes (Pontevedra, 1959) es una escritora y articulista española.

## Biografía
Licenciada en Geografía e Historia por la Universidad de Santiago de Compostela, y en Historia de América por la Universidad de Barcelona, combina su pasión por la novela con el trabajo como profesora en Valencia, en el Instituto Sorolla. Ha dado clases de español e Historia del arte y conferencias en Estados Unidos (Luisiana y California).[cita requerida] Es hija del escritor Xosé Fortes Bouzán y hermana del periodista Xabier Fortes.

## Trayectoria
Es autora de diversas novelas. Su primera novela Querido Corto Maltés ganó el premio Nuevos Narradores 1994. Su obra más destacada es El amante albanés, con la que quedó finalista del Premio Planeta en su edición de 2003. En ambas novelas se desarrolla una historia de amor, en la primera inserta en la dictadura franquista y la segunda desarrollada bajo la albanesa de Enver Hoxha. Su obra se caracteriza por bordear el género policíaco. También es artículista en diversos medios relacionados con la literatura y el cine, al que considera muy vinculada su obra: «es como si tuviera interiorizada la sintaxis del cine en la literatura».

## Obras
- Querido Corto Maltés, (1994, Tusquets), ganadora del Premio Nuevos Narradores.
- Las cenizas de la Bounty (1998, Espasa)
- Tiernos y traidores (1999, Seix Barral)
- Fronteras de arena (2001, Espasa), finalista del Premio Primavera de novela.
- Adiós, muñeca (2002, Espasa). Selección de artículos sobre cine.
- El amante albanés (2003, Planeta), finalista del Premio Planeta.
- El azar de Laura Ulloa (2006, Planeta)
- Quattrocento (2007, Planeta)
- Esperando a Robert Capa (2009, Planeta), ganadora del Premio Fernando Lara de Novela.[6]
- La huella del hereje (2011, Planeta)
- El amor no es un verso libre (2013, Suma de letras)
- Septiembre puede esperar (2017, Planeta)
- Tal como éramos (2021, Ézaro)
- Nada que perder (2022, Planeta)
- Sólo un día más (2025, Espasa)